# Schwenckia curviflora
Schwenckia curviflora är en potatisväxtart som beskrevs av George Bentham. Schwenckia curviflora ingår i släktet Schwenckia och familjen potatisväxter. Inga underarter finns listade i Catalogue of Life.